# Goincourt
Goincourt ist eine französische Gemeinde mit 1582 Einwohnern (Stand 1. Januar 2022) im Département Oise in der Region Hauts-de-France. Sie gehört zum Arrondissement Beauvais und zum Kanton Beauvais-2.

## Geographie
Die Gemeinde liegt westlich von Beauvais, rund 60 Kilometer nordwestlich von Paris. Nachbargemeinden von Goincourt sind:
- Beauvais im Osten,
- Aux Marais im Süden,
- Rainvillers im Südwesten,
- Saint-Paul im Westen und
- Le Mont-Saint-Adrien im Nordwesten.

Der Ort selbst befindet sich am linken Ufer des Flusses Avelon, der in Beauvais in den Thérain mündet.
Das Gemeindegebiet wird von der Nationalstraße 31 (Beauvais – Rouen) und der Départementsstraße 981 (Beauvais – Gisors) durchquert, Bahnanschluss ist in Beauvais gegeben.

## Bevölkerungsentwicklung
| Jahr      | 1968 | 1975 | 1982 | 1990 | 1999 | 2006 | 2009 |
| Einwohner | 861  | 1073 | 1253 | 1186 | 1279 | 1207 | 1267 |

## Sehenswürdigkeiten
- Kirche Saint-Lubin (siehe auch: Liste der Monuments historiques in Goincourt)